# 535

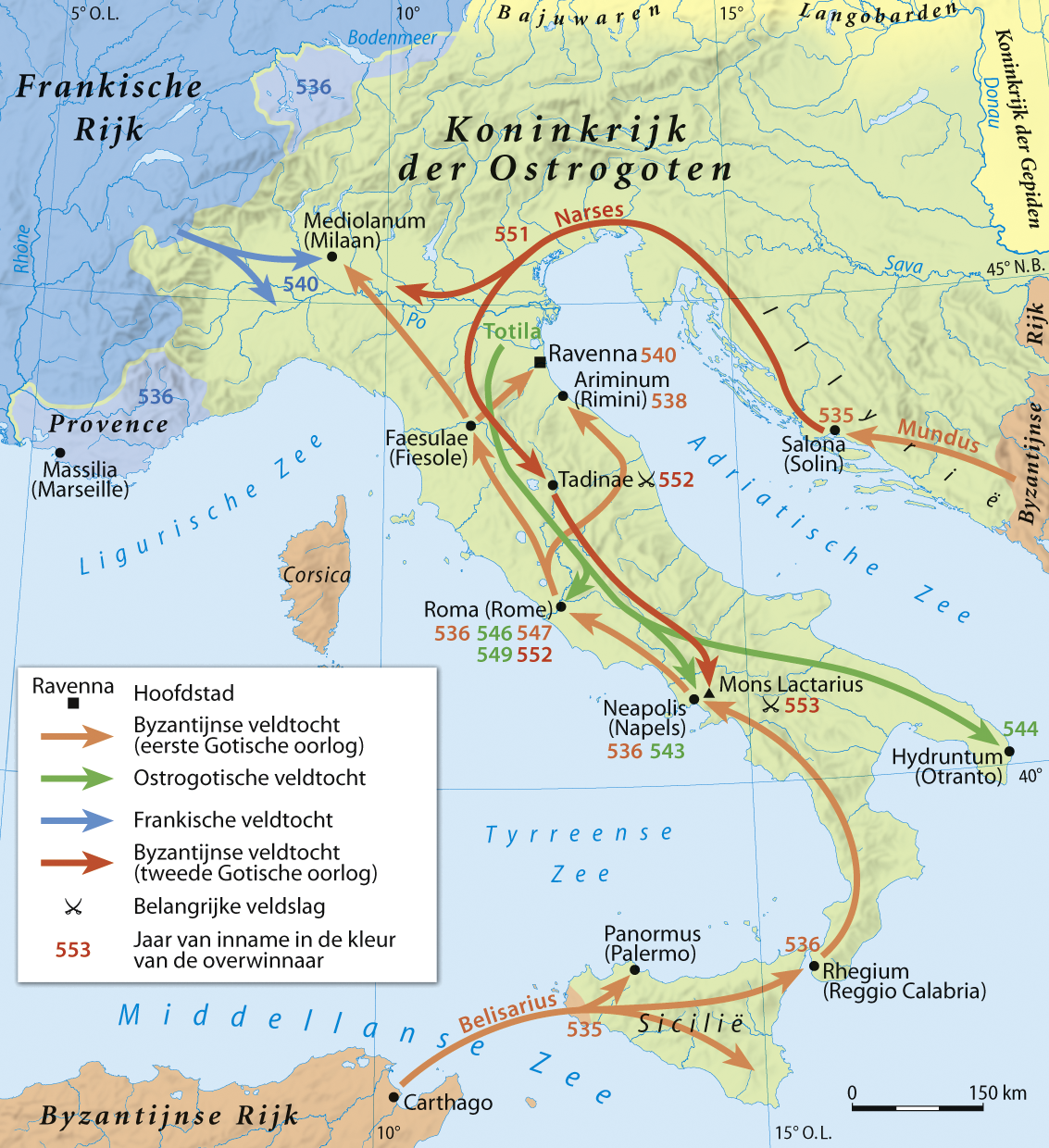
Veldtochten gedurende de Gotische Oorlog

Het jaar 535 is het 35e jaar in de 6e eeuw volgens de christelijke jaartelling.

## Gebeurtenissen

### Europa
- Koning Theodahad laat zijn nicht en medeheerser Amalasuntha in Ravenna arresteren. Hij laat haar verbannen naar een eiland in het Meer van Bolsena. Daar wordt ze later vermoord – gewurgd, in bad – door wraakzuchtige tegenstanders.
- Gotische Oorlog: Keizer Justinianus I stelt Belisarius aan als bevelhebber voor een expeditie tegen Italië. Hij laat in het diepste geheim een militaire operatie voorbereiden en zorgt ervoor dat de neutraliteit van de Franken wordt gewaarborgd door middel van geschenken van goud.
  - Mundus trekt Dalmatia binnen en bezet Salona.
  - Zomer - Belisarius landt met een Byzantijns leger (8.000 man) op Sicilië en verovert zonder veel tegenstand de vestingstad Syracuse. In Palermo (Panormus) weigert het Gotische garnizoen zich over te geven. De Byzantijnen belegeren de stad en sluiten de haven af met een blokkade.
  - Winter - Belisarius voltooit de verovering van Sicilië en het Gotische garnizoen in Palermo geeft zich over. Hij maakt plannen voor een veldtocht op het Italiaanse vasteland. Dalmatië (huidige Kroatië) wordt ingelijfd bij het Byzantijnse Rijk.

### Algemeen
- Waarschijnlijk een vulkaanuitbarsting zorgt vanaf 535 voor enige jaren van extreme weersomstandigheden. Verantwoordelijk hiervoor is vulkanische activiteit op IJsland.[1]

## Religie
- 13 mei - Paus Agapitus I (r. 535-536) volgt Johannes II op als 57e paus van Rome. Hij wordt door Theodahad naar Constantinopel gestuurd om tevergeefs met Justinianus I over vrede te onderhandelen.
- Na de dood van Epifanius wordt Anthimus I tot patriarch van Constantinopel gekozen. Hoewel zelf niet monofysitisch, staat hij wel bekend als vriendelijk tegenover deze groep.
- Nestoriaanse missionarissen verspreiden het religieuze schrift onder de Hephthalitische Hunnen in Centraal-Azië. (waarschijnlijke datum)

## Geboren
- Sigebert I, koning van Austrasië (waarschijnlijke datum)

## Overleden
- Amalasuntha, koningin van de Ostrogoten
- Epifanius, patriarch van Constantinopel
- 8 mei - Johannes II, paus van de Katholieke Kerk